# Anthony J. Drexel
Anthony Joseph Drexel I (13 de septiembre de 1826-30 de junio de 1893) fue un financiero estadounidense, banquero, socio de JP Morgan y fundador de la Universidad Drexel.

## Biografía
Hijo de Francis Martin Drexel (1792-1863) y Catherine Hookey (1795-1870), nació en Filadelfia en 1826. Era hermano de Francis Anthony Drexel y Joseph W. Drexel. Casado con Ellen B. Rozet (1832-1891), tuvo los hijos siguientes:
- Emilie Taylor Drexel (1851-1883), casado con Edward Biddle III.
- Frances Katherine Drexel (1852-1892), casada con James William Paul, Jr.
- Marie Rozet Drexel (1854-1855).
- Mae E. Drexel (1857-1886), casada con Charles T. Stewart.
- Sarah Rozet "Sallie" Drexel (1860-1929), casada con John R. Fell, Sr., y más tarde con Alexander van Rensselaer.
- Francis Anthony Drexel II (1861-1869).
- John Rozet Drexel (1863-1935), casado con Alice Gordon Troth.
- Anthony J. Drexel Jr. (1864-1934), casado con Margarita Armstrong. Su hijo, Anthony J. Drexel II, se casó con Marjorie Gould.
- George William Childs Drexel (1868-1944), casado con María Stretch Irick.

## Trayectoria
A la edad de 13 años comenzó a trabajar en la casa bancaria fundado tres años antes por su padre, el banquero estadounidense de origen austríaco Francis Martin Drexel. En 1847 fue nombrado miembro de la firma Drexel & Company, el original predecesor de lo que se convertiría en Drexel Burnham Lambert. Tras la muerte de su padre en 1863, Drexel cerró oficinas en Chicago y San Francisco y cambió el nombre de su sucursal de Nueva York de Read, Drexel & Co. a Drexel Winthrop. En 1867 fundó una asociación independiente con sede en París, Drexel, Harjes & Co., con John H. Harjes y Eugene Winthrop. 
Tres años después, en 1871, a instancias de Junius Spencer Morgan de Londres, Drexel se convirtió en el mentor del problemático hijo de Junius, John Pierpont Morgan de Nueva York, y entró en una nueva asociación con el joven Morgan, formando Drexel, Morgan & Co. Esta nueva asociación de banca de negocios, con sede en Nueva York en lugar de Filadelfia, sirvió para que los europeos invirtieran en los Estados Unidos. Durante la siguiente generación, esta nueva banca asumiría el papel principal en la financiación de los ferrocarriles de los Estados Unidos y la estabilización y la revitalización de los mercados de valores caóticas de Wall Street. La firma creó un mercado nacional de capitales para empresas e industrias, un mercado que había existido anteriormente solo para los ferrocarriles y los puertos y canales. Para recuperar la confianza de los inversores, Drexel Morgan suscribió el pago de la totalidad del Ejército de Estados Unidos, cuando el Congreso se negó a hacerlo en 1877 y rescató a los gobiernos de EE. UU. durante la crisis de 1895. Igualmente intervino en la Bolsa de Valores de Nueva York durante el Pánico de 1907. Con la creación de Drexel, Morgan & Co., Drexel Harjes convirtió a la filial francesa en una firma bancaria internacional con oficinas en Londres, Filadelfia, Nueva York y París que posteriormente se transformaron en JP Morgan & Co.

## Muerte
Drexel murió de un ataque al corazón el 30 de junio de 1893 en Karlsbad, hoy en Karlovy Vary (República Checa), a la edad de 66 años, y fue enterrado en el cementerio de Woodlands en Filadelfia.